# Elecciones al Parlamento Europeo de 1989 (Reino Unido)
En las elecciones al Parlamento Europeo de 1989 en Reino Unido, celebradas en junio, se escogió a los 81 representantes de dicho país para la tercera legislatura del Parlamento Europeo.

## Resultados
| Datos de participación | Datos de participación | Datos de participación |
| ---------------------- | ---------------------- | ---------------------- |
| Censo electoral        | 43.710.568             | 100%                   |
| Votantes               | 15.896.078             | 36,4                   |
| Abstención             | 27.814.490             | 63,6                   |
| A candidatura          | 15.896.078             |                        |

| ← Elecciones al Parlamento Europeo de 1989 → |           |       |         |
| Partido                                      | Votos     | %     | Escaños |
| Partido Laborista (LP)                       | 6.153.661 | 38,71 | 45      |
| Partido Conservador (CP)                     | 5.356.887 | 33,70 | 32      |
| Partido Verde (GP)                           | 2.292.718 | 14,42 | 0       |
| Demócratas Liberales (SLD)                   | 944.861   | 5,94  | 0       |
| Partido Nacional Escocés (SNP)               | 406.686   | 2,56  | 1       |
| Partido Unionista Democrático (DUP)          | 160.110   | 1,01  | 1       |
| Social Democratic and Labour Party (SDLP)    | 136.335   | 0,86  | 1       |
| Partido Unionista del Ulster (UUP)           | 118.785   | 0,75  | 1       |
| Plaid Cymru (PC)                             | 115.062   | 0,72  | 0       |
| SDP (SDP)                                    | 75.886    | 0,48  | 0       |
| Sinn Féin (SF)                               | 48.914    | 0,31  | 0       |
| Alliance Party of Northern Ireland (A)       | 27.905    | 0,18  | 0       |
| Partido de los Trabajadores (WP)             | 5.590     | 0,04  | 0       |
| Otros                                        | 52.678    | 0,3   | 0       |